# تئو وایگل
تئو وایگل (به آلمانی: Theo Waigel)
(متولد ۲۲ آوریل ۱۹۳۹) سیاستمداری آلمانی از حزب اتحادیه سوسیال مسیحی بایرن است.
وایگل یک وکیل است و دکترای خود را در سال ۱۹۶۷ بدست آورده است. او از سال ۱۹۷۲ تا ۲۰۰۲ عضو مجلس نمایندگان آلمان، از ۱۹۸۹ تا ۱۹۹۸ وزیر دارایی آلمان در کابینه هلموت کهل و همزمان رئیس حزب اتحادیه سوسیال مسیحی بایرن از بوده است. از او بعنوان پدر یورو، واحد پول اروپا یاد می‌شود. در سال ۲۰۰۹ عنوان رئیس افتخاری CSU به او داده شد.
او همسر قهرمان سابق اسکی آلپاین ایرنه اپله است.